# William Cagney
William Jerome Cagney (26 maart
1905 — 3 januari 1988) was een Amerikaans filmproducent en acteur. Hij was de broer van de acteurs James en Jeanne Cagney.
Als acteur was Cagney met name bekend om zijn rollen in Lost in the Stratosphere en Flirting with Danger, beide films uit 1934 van Monogram Pictures. Hij produceerde meerdere films waarin zijn broer James acteerde, zoals City for Conquest (1940), Blood on the Sun (1945), The Time of Your Life (1948), Kiss Tomorrow Goodbye (1950) en A Lion Is in the Streets (1953). Hij was medeproducent van Yankee Doodle Dandy (1942), een van James' meest iconische films, met een bijrol van Jeanne. Ook was William de manager van James en onderhandelde bij een groot aantal van zijn studiocontracten.
Cagney was van 1933 tot 1946 getrouwd met de actrice Boots Mallory en had bij haar twee kinderen. Van 1951 tot 1954 was hij getrouwd met Nadine Crumney Parker en had bij haar één kind. Cagney stierf op 3 januari 1988 in Newport Beach, twee jaar na James. 
- Biblioteca Nacional de España: XX1277991
- Bibliothèque nationale de France: cb142701839 (data)
- Gemeinsame Normdatei: 1222168340
- International Standard Name Identifier: 0000 0001 0872 6197
- Library of Congress Control Number: no2003014861
- Virtual International Authority File: 14985182
- WorldCat: E39PBJkHqWqw4k3jM9bmHDHQv3